# Enallagma pallidum
Enallagma pallidum là một loài chuồn chuồn kim trong họ Coenagrionidae.
Enallagma pallidum được Root miêu tả khoa học năm 1923.